# Giro d'Italia de 1947
Giro d'Italia de 1947 foi a trigésima edição da prova ciclística Giro d'Italia (Corsa Rosa), realizada entre os dias 24 de maio e 15 de junho de 1947.
A competição foi realizada em 19 etapas com um total de 3.843 km.
O vencedor foi o ciclista Fausto Coppi. Largaram 84 competidores cruzaram a linha de chegada 50 corredores.